# José Compagnucci
Josè Juan Compagnucci, conosciuto anche come Giovanni Compagnucci (Berabevú, 24 luglio 1917 – Tolentino, 11 ottobre 2009), è stato un calciatore e allenatore di calcio argentino naturalizzato italiano, di ruolo centrocampista.

## Biografia
Nato in Argentina da genitori originari di Tolentino, vi fa ritorno nel 1922, all'età di 5 anni. Muore a Tolentino l'11 ottobre 2009 all'età di 92 anni.

## Caratteristiche tecniche
Giocava come mezzala, preferibilmente sinistra; fisicamente agile e rapido, sfruttava le proprie doti tecniche soprattutto in fase di rifinitura dell'azione offensiva.

## Carriera

### Giocatore
Comincia a giocare nel 1934 con la maglia del Tolentino, con cui vince il campionato di Seconda Divisione 1935-1936. Viene poi tesserato per il Macerata, società per la quale milita quattro stagioni; nell'ultima ottiene la promozione in Serie B, dopo le finali disputate con MATER, Vicenza e Varese, segnalandosi come uno dei migliori elementi del campionato di terza serie.
Nell'annata seguente passa al Bari in Serie A; esordisce nella massima serie il 6 ottobre 1940, nella sconfitta interna contro il Novara, e totalizza 9 presenze con la maglia dei galletti, rimanendo coinvolto nella stagione negativa dei pugliesi culminata con la retrocessione. A fine stagione passa in prestito al Brescia, ma già nell'autunno successivo fa ritorno al Macerata, nel frattempo retrocesso in Serie C, dove torna ad esprimersi ad alti livelli. Rientrato a Bari per fine prestito, viene nuovamente girato al Brescia, con cui disputa un'unica partita di campionato.
Terminata la guerra, nel 1945 torna al Bari, che lo cede in prestito alla Gladiator, formazione campana con cui vince il girone D del campionato di Serie C, rinunciando alla promozione per problemi economici. L'anno successivo viene ceduto definitivamente e passa all'Anconitana, in Serie B, dove rimane per un biennio realizzando 9 reti in 55 partite. Chiude la carriera tornando nella Maceratese, dove ricopre il doppio incarico di allenatore e giocatore nella stagione 1949-1950, e rimanendovi fino alla stagione 1950-1951 nella quale realizza 2 reti.

### Allenatore
Nel 1951 cessa l'attività agonistica per intraprendere quella da allenatore, debuttando sulla panchina del Tolentino dove rimane fino al 1953; alla società rimane legato anche nei decenni successivi, come dirigente (negli anni Sessanta) e poi nuovamente come allenatore, nella stagione 1973-1974. Allena anche il Corridonia, il Matelica e la Settempeda, con cui ottiene due vittorie nei campionati dilettantistici marchigiani, nel 1970-1971 e nel 1976-1977. Nel corso del campionato 1979-1980, da allenatore delle giovanili, subentra sulla panchina della prima squadra del Tolentino, sfiorando la promozione nel Campionato Interregionale dopo lo spareggio perso con il Corridonia.
Alla sua memoria è stato istituito il premio "Giovanni Compagnucci", destinato al lavoro di valorizzazione dei vivai calcistici.

## Palmarès

### Giocatore

#### Competizioni nazionali
- Serie C: 3

Macerata: 1938-1939, 1939-1940
Gladiator: 1945-1946